# Germán Delfino
Germán Delfino (Ramos Mejía, La Matanza, Buenos Aires; 4 de mayo de 1978) es un árbitro internacional de fútbol argentino, que dirige en la Primera División de Argentina. Por su condición de árbitro FIFA, ha dirigido encuentros correspondientes a Copa Libertadores de América y Copa Sudamericana.

## Arbitraje
Su debut en la Primera División fue el 9 de octubre de 2010, dirigiendo el partido de Huracán ante All Boys. Está adherido a la Asociación Argentina de Árbitros (AAA), que lo tiene a él entre unos de los árbitros internacionales del país desde 2012. De hecho, en 2013, se presentó a elecciones gremiales, pero perdió frente a la otra lista, encabezada por el exárbitro internacional Federico Beligoy.
Después de confirmar su gran momento durante 2012, en 2013, Delfino, fue designado para dirigir el primer superclásico del fútbol argentino oficial del año, que se disputó en La Bombonera, y terminó en empate en uno. En la segunda mitad del 2013, también fue el encargado de impartir justicia en el partido más tradicional del país. En esta ocasión, el partido se jugó en cancha de River, en El Monumental, y fue victoria por uno a cero de Boca, que se impuso con un gol de Gigliotti en el primer tiempo.
Además de haber arbitrado el clásico entre Boca y River, ha dirigido el clásico de Avellaneda, el clásico santafesino, y el clásico del Sur.
Debut internacional
En el plano internacional, en cuanto a selecciones, Delfino debutó el 13 de enero de 2013, arbitrando en La Serena a Chile contra Senegal, partido que terminó 2:1 a favor de los locales, en donde amonestó a siete jugadores, y mostró dos tarjetas rojas. En marzo de ese año, fue designado por la Conmebol para representar a su país, junto a Silvio Trucco, en el Campeonato Sudamericano de Fútbol Sub-17 de 2013 que se desarrolló en su país natal.

## Controversias

### Superclásicos internacionales
En 2014, fue designado para arbitrar otra vez el superclásico, esta vez, en el choque que definiría al segundo finalista de la Copa Total Sudamericana 2014. Delfino, cobró correctamente un penal para la visita, Boca Juniors, a los 15’’ de haber empezado el partido, ya que Ariel Rojas en un intento de rechazar el balón, se llevó por delante a Marcelo Meli. El encargado de ejecutar el penal fue Emmanuel Gigliotti, quien disparó hacia la derecha y Barovero desvió. Más tarde, a instancias de su asistente, anuló por un fuera de juego inexistente un gol del mencionado delantero de la visita. Durante el desarrollo, mostró nueve tarjetas amarillas —cuatro para River, cinco para Boca— y expulsó a Daniel Díaz, a los 94’. A su vez, en el informe del partido, el colegiado también informó a los futbolistas de Boca Jonathan Calleri y Juan Forlín, acusados de haber agredido a un colaborador de River, que se burló a los jugadores.
En mayo de 2015, Boca y River se enfrentaron por los octavos de final de la Copa Libertadores 2015, en el que fue designado para dirigir en el primer encuentro, a disputarse en el Estadio Monumental. Fue su cuarto superclásico oficial. Según la prensa, su labor fue irregular, cometiendo errores claves; permitió juego brusco grave, en las que debió expulsar a algunos jugadores de River por jugadas temerarias, entre las que se cuentan un "planchazo" a la altura del abdomen por parte de Ramiro Funes Mori sobre el volante Pablo Pérez, por el que recibió una tarjeta amarilla; una "plancha" a la altura de la tibia por parte de Leonel Vangioni sobre el mediocampista de Boca Fernando Gago, también castigada con tarjeta amarilla; un golpe en la nuca, por la espalda y sin pelota en juego que no fue sancionado, por parte de Carlos Sánchez. Fue duramente cuestionado tanto por la prensa como por colegas de trayectoria como el ex internacional Héctor Baldassi, quien sostuvo que el árbitro del encuentro "estuvo muy permisivo, y dio vía libre al juego brusco de ambos equipos". Además, exigió a Delfino dar explicaciones ante los medios por su pobre labor en el partido, sosteniendo que "es un árbitro que antes de los partidos importantes se muestra en los medios y declara, así que debería también explicar a los medios de prensa sobre sus fallos".

### Vélez-Arsenal (2015)
Durante un encuentro de la octava fecha del Campeonato de Primera División 2015, protagonizada entre Vélez Sarsfield y Arsenal de Sarandí, se dio una jugada particular. A los 59' de juego, Mariano Pavone, de Vélez, bajó dentro del área rival una pelota con la mano mientras intentaba deshacerse de la marca de un rival, Rosero Valencia. El árbitro asistente Iván Núñez le marcó en primera instancia el supuesto penal por inexistente mano del colombiano, con lo cual Delfino cobró la pena máxima y expulsó al defensor.
A punto de ejecutarse el penal, y en medio de las airosos reclamos de jugadores y banco de Arsenal al línea, el ayudante de campo de Martín Palermo, Roberto Abbondanzieri alertó a los gritos y ya dentro del campo de juego que la mano había sido de Pavone, argumentando que había recibido dicha información desde la transmisión de TV. En ese instante, Delfino decidió cambiar su decisión, provocando aún más protestas debido a un confuso y mal procedimiento arbitral, sospechado de haber hecho uso de la tecnología.
Una vez finalizado el partido, Delfino fue entrevistado por periodistas de la transmisión oficial, y entre otras cosas, manifestó que estaba tranquilo, ya que «hicieron justicia»; además, valoró la actitud y el respeto de los jugadores de ambos equipos, porque «protestaron sin faltar el respeto y después continuaron jugando y dejándolo dirigir».

«Me voy muy mal, porque el procedimiento fue horrible y son cosas que no me pueden pasar. No sé explicar cómo me siento, pero es algo que nunca me pasó en años". También destacó que: "Yo creo que hice lo debido al cambiar el fallo y continuar con el partido».
Delfino, a Fútbol Para Todos, tras finalizar el partido.

Días después de este hecho, la FIFA comenzó a investigar lo sucedido, ya que el uso de la tecnología podría haber sido el apoyo que recibió la terna arbitral en el campo de juego. Sin embargo, el caso no prosperó. Desde la Asociación del Fútbol Argentino defendieron al árbitro, por lo que solo recibió una fecha de sanción, debido a un error de procedimiento.

### Tigre-San Lorenzo (2017)
El 2 de abril de 2017, en el Estadio José Dellagiovanna, Tigre recibía a San Lorenzo de Almagro por la fecha 18 del Campeonato de Primera División 2016-17. El árbitro designado para la ocasión estaba teniendo una correcta actuación en un partido atractivo (a pesar de haber convalidado incorrectamente, a instancias del línea, una posición adelantada inexistente en una jugada donde Nicolás Blandi se posicionaba solo frente al arquero) donde, a pocos minutos de finalizar el encuentro, San Lorenzo derrotaba al local por 3-2 con goles de Bautista Merlini por duplicado y Nicolás Blandi, mientras que Alexis Castro y Agustín Cardozo convertían para Tigre. Sin embargo, el árbitro fue clave para la remontada agónica del elenco local: A falta de 5 minutos para el final del partido, se le concedió incorrectamente un penal a Tigre por una mano casual de Paulo Díaz, convirtiendo Carlos Luna dicho penal; luego, en tiempo adicionado, concedió un gol de Ramón Miérez en clara posición adelantada para así lograr que Tigre revierta el resultado con una polémica actuación de parte del árbitro. Tras esta actuación, en una decisión aún increíble, Delfino no fue suspendido por la AFA para la siguiente fecha, sino que fue designado para el encuentro entre Rosario Central y Atlético Tucumán.

«Desde hace más de un año tenemos curso FIFA y esas situaciones, como las del penal, son sancionables; hace unos años no la cobraba. Y el fuera de juego es milimétrico».
Delfino, a Fox Sports, 

### River-Defensores de Pronunciamiento y Gimnasia-Talleres (2021)
El 10 de febrero del 2021, durante el transcurso de la Copa Argentina 2020, se enfrentaban River Plate y Defensores de Pronunciamiento por los 32avos de final en el Estadio Florencio Sola. Promediando el primer tiempo, con el encuentro a favor del elenco millonario por la mínima diferencia, el árbitro a instancias del línea Mariano Rosetti anula incorrectamente lo que hubiera sido el empate del elenco entrerriano. Luego, en el final del encuentro, sancionó tiro desde el punto penal para Defensores de Pronunciamiento aunque segundos más tarde revirtió su decisión y sancionó tiro de esquina, acción no permitida en el reglamento.
Días más tarde, el 19 de febrero de 2021, por la segunda fecha de la Copa de la Liga profesional, se enfrentaban Gimnasia y Esgrima de la Plata y Talleres de Córdoba en el Estadio Juan Carmelo Zerillo. A los 18 minutos del segundo tiempo, con el encuentro a favor del local por 1-0, Delfino cometió un error que fue determinante en el desenlace del encuentro sancionando un penal inexistente por un derribo de Franco Frangapane sobre Marcelo Weigandt que sucedió claramente fuera del área del elenco local. Esto provocó un más que justificado y ferviente reclamo de los visitantes, los cuales Delfino quiso detener expulsando al ya mencionado Frangapane y amonestando al arquero del elenco visitante. Luego expulsa a otros dos jugadores (uno por bando) y el encuentro culmina con un triunfo por 3-0 a favor del elenco platense.

«Empieza afuera y termina adentro».
Delfino, al portero Marcos Díaz.

### Estudiantes vs Boca (2024)
La noche del lunes 26 de agosto de 2024, en el encuentro disputado en el Estadio Uno de La Plata, Estudiantes marcó el gol de la victoria en el minuto 91. Sin embargo, a instancias de Delfino, que se encontraba comandando el VAR desde Ezeiza, el gol fue insólitamente anulado por una supuesta y "milimétrica" posición adelantada. El fotograma mostrado por el VAR, en cual no se observaba dicha posición de adelanto, correspondía a algunos cuadros posteriores a la ejecución del tiro libre por parte del jugador de Estudiantes.